# Fertőszéplak
Fertőszéplak es una localidad húngara en el condado de Győr-Moson-Sopron. Linda con el lago internacional Neusiedl y cuenta con un carril bici que circunda al mismo. Otras localidades húngaras que lindan con el lago son: Fertőd, Hegykő, Fertőhomok, Hidegség, Fertőboz, Balf y Fertőrákos.

## Historia
Fertőszéplak fue cuna de la familia noble Széchényi, que vivió aquí hasta que se trasladó a Nagycenk en el siglo XVIII. La iglesia de Todos los Santos ( Allsaints), de estilo barroco, fue construida en 1726, por orden del conde György Széchényi. Además de la iglesia, hay un pequeño calvario. Frente a la iglesia, se sitúa el Castillo Széchenyi, propiedad de la familia.
El Museo de la localidad se construyó sobre varios caseríos tradicionales, algunos muy bien restaurados. Los edificios contienen muestras de las costumbres y tradiciones de estos condados que rodean al lago Neusiedl. También atesoran ejemplos de cocinas completamente equipadas, camas y salones, que muestran el desarrollo de la forma de vida de 1850 a 1950. Existen muestras de tejidos, cesterías y elementos de pesca. En los graneros y cobertizos, algunos con techos de paja, se muestran ejemplos de la técnicas agrarias desaparecidas.

## Galería

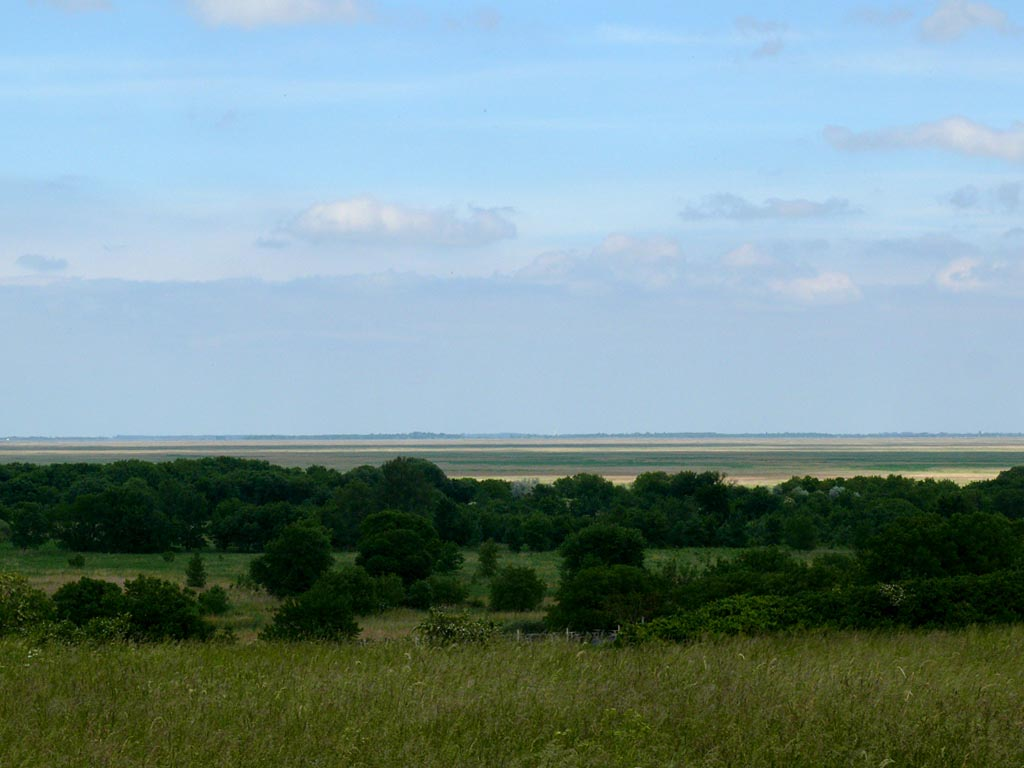
Lado húngaro del lago Neusiedl
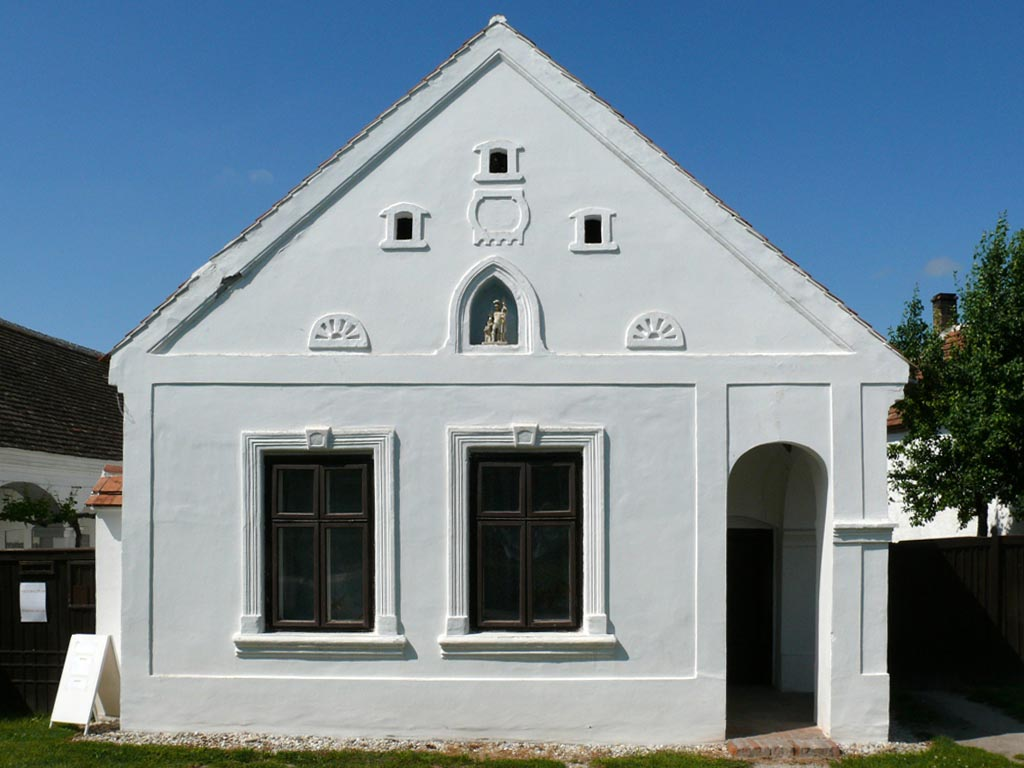
Museo
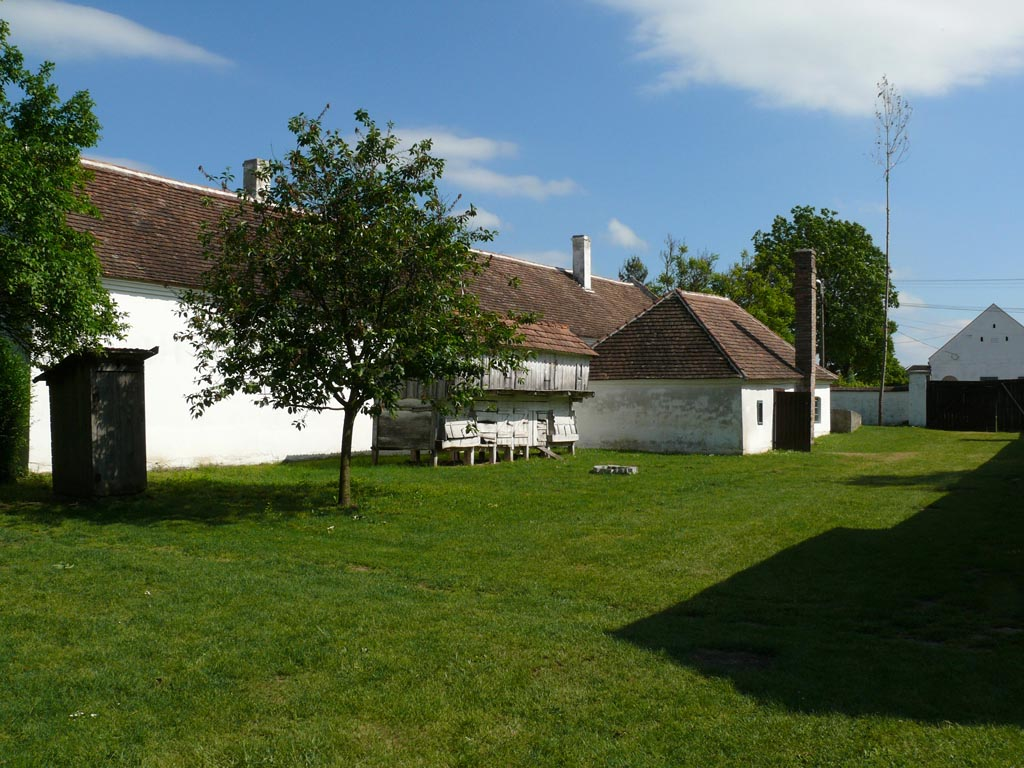
Granja
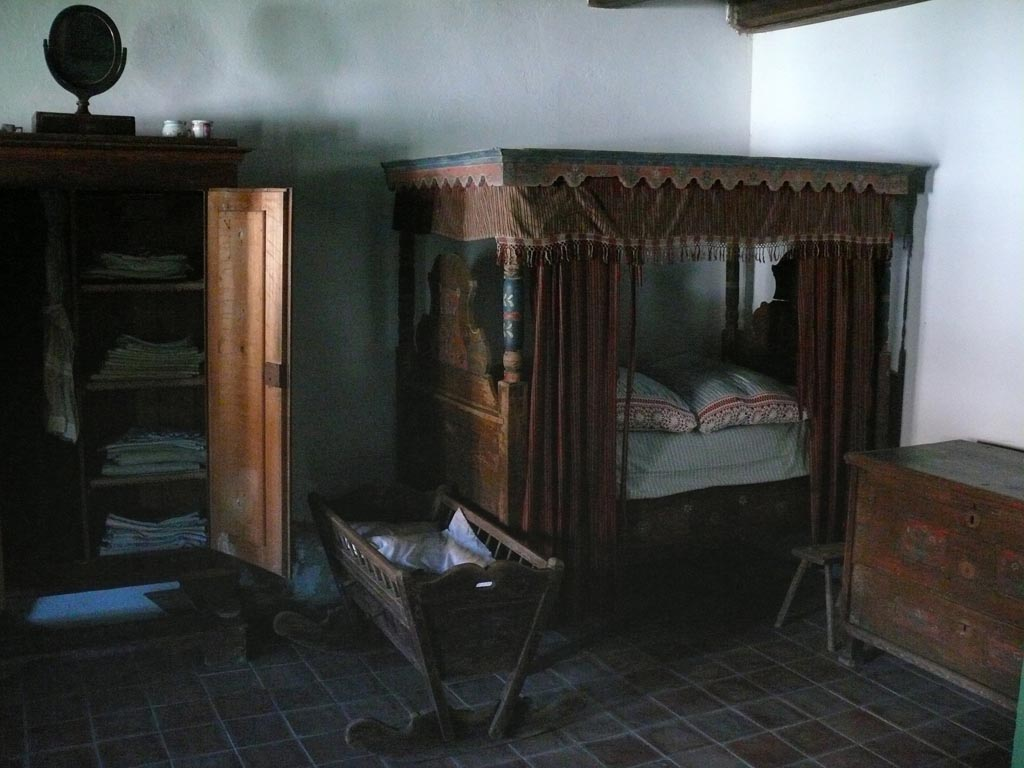
Museo